# Jevdokija Lopuchina
Jevdokija Fjodorovna Lopuchina (Евдокия Фёдоровна Лопухина), även Eudoxia Feodorovna Lopuchina, född 9 augusti 1669, död 7 september 1731, var en rysk kejsarinna (tsaritsa), gift med Peter den store. 

## Biografi
Jevdokija Lopuchina tillhörde lågadeln och var dotter till Fjodor Abramovitj Lopuchin och Ustinija Bogdanovna Rtisjtjeva. 
Hon valdes ut som brud åt tsar Peter av hans mor Natalja Narysjkina på grund av sina familjekontakter. Äktenskapet arrangerades för att Peter skulle betraktas som myndig i allmänhetens ögon, vilket skulle underminera Sofia Aleksejevnas regentskap. Giftermålet ägde rum 1689. Hon kröntes till tsaritsa efter vigseln. Paret fick tre söner mellan 1690 och 1693. 
Äktenskapet beskrivs som initialt lyckligt. Efter de första åren försämrades dock relationen. Jevdokija hade blivit uppfostrad på ett traditionellt ryskt vis enligt gammal sed, något som tråkade ut den västligt influerade Peter; båda parterna var också viljestarka personer som inte ville kompromissa med sina respektive åsikter, vilket ledde till en brytning. År 1692 inledde Peter ett förhållande med Anna Mons. Peter avstod dock från öppen konflikt fram till att hans mor avled 1694. 
Efter Peters mors död 1694 blev parets konflikt offentlig. Jevdokija brevväxlade med oppositionella. År 1697, under sin vistelse i London, gav Peter brevledes order om att Jevdokija skulle övertalas att gå i kloster. Efter Peters hemkomst 1698 placerade han henne i klostret i Suzdal. 
Hon fick inget underhåll utan levde på otillräckliga bidrag från sin familj. Hon levde dock fritt i klostret och fick även en älskare, officeren Stepan Glebov. Hon betraktades med tiden som en symbol för den konservativa oppositionen mot Peters västerländsk inspirerade reformer, och inom kyrkan kallades hon "Vår stora suverän". Hon betraktades som en martyr, och det sades att hon en dag skulle återinstalleras på tronen. 
Hennes parti krossades 1718, och hon fördes till ett kloster i Ladoga. 
År 1725 avled hennes före detta make Peter och efterträddes av hans andra hustru Katarina I av Ryssland. På order av Katarina I fördes Jevdokija Lopuchina fån klostret till fästningen i Nöteborg (Schlüsselburg) utanför Sankt Petersburg. 
År 1727 släpptes hon slutligen ur fångenskapen av sin sonson Peter II och välkomnades högtidligt vid hovet. Hon fick en generös pension och bosatte sig i ett mer luxuöst kloster. Peter II avled 1730. Förslag lades då fram om att hon skulle efterträda honom. Hon höll ett eget hov i ett kloster till sin död.